# Wiktoria Dzierżkowa
Wiktoria Dzierżkowa (ur. 19 grudnia 1885 w Strugienicach, zm. 16 lipca 1961 w Łowiczu) – działaczka społeczna i ludowa.
Córka Katarzyny i Kazimierza Wróblów. Członkini Związku Młodzieży Wiejskiej, organizatorka Koła Gospodyń Wiejskich w Szymanowicach w 1934. W latach 1937–1939 pełniła funkcję członkini Komisji Rewizyjnej przy Centralnej Organizacji Kół Gospodyń Wiejskich w Warszawie. Była również członkinią Komitetu do Spraw Kultury Wsi w Warszawie. Podczas II wojny światowej działała w Stronnictwie Ludowym „Roch” i Batalionach Chłopskich. Po zakończeniu wojny była aktywna społeczne na terenie Łowicza. Angażowała się też w działalność Zjednoczonego Stronnictwa Ludowego. Działała też w Chłopskim Towarzystwie Przyjaciół Dzieci i w Polskim Czerwonym Krzyżu.
Od 1903 zamężna z Janem Dzierżkiem (zm. 1933), mieli synów i córki.
W 1957 została odznaczona Krzyżem Oficerskim Orderu Odrodzenia Polski.
Pochowana w grobowcu rodzinnym na cmentarzu w Zdunach.